# Carne per cani
Carne per cani è un singolo della cantautrice italiana Cmqmartina, pubblicato il 14 novembre 2019 da La Clinica Dischi e Artist First.

## Tracce
Testi di Cmqartina, musiche di Matteo Brioschi.
1. Carne per cani – 2:58